# Гавайський тост
Гавайський тост (нім. Hawaii-Toast) — тостовий хліб з шинкою, ананасом і сиром, страва німецької кухні. Для приготування тостовий хліб мажуть вершковим маслом, зверху кладуть скибочку шинки (іноді ковбаси), консервованого ананаса, потім скибочку плавленого сиру. Після запікання тост іноді прикрашається коктейльною вишнею. Аналогічно готується гавайська піца. Гавайський тост вперше з'явився в 1955 році в телевізійній передачі першого німецького телевізійного шеф-кухаря Клеменса Вільменрода, намітивши інтерес німців до екзотичних країн.